# 인천청인학교
인천청인학교는 인천광역시 미추홀구에 있는 공립 특수학교이다.
장애인 등에 대한 특수교육법에서 정하는 특수교육대상자의 학습권 보장을 위해 2018.3.1. 개교하였음
‘따뜻한 교육공동체’를 비전으로 장애학생의 성장과 발달을 위해 2015 특수교육과정(기본교육과정, 교육부고시)을 근간으로 지적장애, 정서행동장애, 자폐성장애 학생과 중도중복장애학생의 교육을 담당하고 있다.

## 연혁
- 2018년 3월 1일 : 옛 인천대학교 공과대학 부지 일부에 개교[1]
- 2017년 12월 ~ 2018년 2월: 개교준비위원 개교 작업(위원장: 이순미, 부위원장: 조상준, 행정실장: 김수정, 위원: 김찬호, 김정은, 유준석, 이현주, 이동주, 이창진)
- 2018년 3월 1일: 유, 초, 중, 고, 전공, 순회, 중도중복 총 39학급 개교, 초대 이순미 교장 취임
- 2018년 10월 2일:  개교기념식
- 2019년 3월 1일: 유, 초, 중, 고, 전공, 순회, 중도중복  총 46학급 운영
- 2020년 3월 1일: 유, 초, 중, 고, 전공, 순회, 중도중복 총 49학급 운영
- 2020년 3월: 특수학교 온라인개학 시범학교 운영, 행복나눔터 4호점 개소(인천학생교육문화회관), 교실형 안전체험관 개소
- 2021년 3월 1일: 유, 초, 중, 고, 전공, 순회, 중도중복 총 49학급 운영
- 인천청인학교 홈페이지

1. ↑  “옛 인천대 자리에 30학급 규모 특수학교 2017년 개교”. 2018년 2월 4일에 확인함.